# Karl Nobiling
Karl Eduard Nobiling (Birnbaum, 10 aprile 1848 – Berlino, 10 settembre 1878) è stato un anarchico tedesco, che attentò alla vita del Kaiser Guglielmo I.
Nato nella Posnania, regione della Prussia orientale, Nobiling studiò agraria e pare che avesse stretto rapporti con diversi membri del Partito Socialdemocratico di Germania. Il 2 giugno 1878, a Berlino, Nobiling sparò al Kaiser, ferendolo lievemente. Cercò quindi di suicidarsi con un colpo alla testa, morendo due mesi più tardi in conseguenza di questo suo gesto. Il suo tentativo di assassinare Guglielmo I avvenne appena un mese dopo quello (anch'esso fallito) di Max Hödel.
Il Cancelliere Otto von Bismarck prese a pretesto gli attentati di Nobiling e Hödel per approvare le Leggi antisocialiste nell'ottobre del 1878.